# Elisabeth Kaza
Elisabeth Kasza (Kaposvár, 9 maggio 1924 – Parigi, 4 gennaio 2004) è stata un'attrice ungherese naturalizzata francese.

## Biografia
Ha preso parte a molti film, soprattutto francesi ma, durante la sua lunga carriera, ha recitato anche in Italia nell'ultimo film diretto da Eriprando Visconti, Malamore, e nei film Paprika di Tinto Brass e
La finestra di fronte con Giovanna Mezzogiorno.

## Filmografia

### Cinema
- La bestia (La Bête), regia di Walerian Borowczyk (1975)
- Malamore, regia di Eriprando Visconti (1982)
- La puttana del re (La Putain du roi), regia di Axel Corti (1990)
- Paprika, regia di Tinto Brass (1991)
- Jefferson in Paris, regia di James Ivory (1995)
- La finestra di fronte, regia di Ferzan Özpetek (2003)
- Le quattro porte del deserto, regia di Antonello Padovano (2004)

### Televisione
- La Digue, regia di Jeanne Labrune – film TV (1984)